# El Jomte
El Jomte är en ort i Mexiko.   Den ligger i kommunen Tanlajás och delstaten San Luis Potosí, i den centrala delen av landet, 250 km norr om huvudstaden Mexico City. El Jomte ligger 216 meter över havet och antalet invånare är 375.
Terrängen runt El Jomte är kuperad åt sydost, men åt nordväst är den platt. Runt El Jomte är det ganska tätbefolkat, med 111 invånare per kvadratkilometer. Närmaste större samhälle är Ejido San José Xilatzén, 2,5 km nordväst om El Jomte. I omgivningarna runt El Jomte växer huvudsakligen savannskog.